# 廉価版
廉価版（れんかばん）とは、ある製品を普及の促進などの目的のために「一般的に低価格」にした商品のこと。「普及版」（ふきゅうばん）や「低価格版」（ていかかくばん）と呼ばれ、CDやDVDなどのソフトウェアの場合は「廉価盤」と呼ばれることもある。業種にもよるが、「廉価版」と「ローエンド」の区別が曖昧なものもある。標準版より廉価と言う意味でスタンダードという分類で販売される場合もある。
低価格と廉価は類似した言葉であるが、低価格は相対的に価格が低いものを示し、廉価は絶対的に価格が低い含意がある（１０億円を９億円にした製品は低価格ではあるが、廉価とは呼ばない。）。
口語や俗語としては「廉価」や「低価格」は「お求めやすい価格」などといった絶対的な価格が低いものに対して使われる。
以下に各分野の具体例を挙げる。

## パーソナルコンピュータ
パーソナルコンピュータの部品（パーツ）は、低価格化の要求に応えるために性能を一部削って価格を下げたものが多数存在する。例えばCPUにおいてかつてはPentiumの廉価版がCeleron、Athlonの廉価版がSempron、Duronであったが現在ではPentiumもAthlonもそれぞれ廉価ブランドの位置づけになっている（Intel Pentium (2010年)、およびAthlon Neo参照）為、Intel Core iシリーズ（X/i9/i7/i5/i3/m7/m5/m3）の廉価版がPentium（Atom系マイクロアーキテクチャベースを含む）、さらに低価格なものがCeleron（Atom系マイクロアーキテクチャベースを含む）となる。AMDでは2018年現在の場合Ryzen、FX、 A-Seriesの順（ノートPC用ではRyzen、A-Seriesの順）となっている。
ビデオカードでもメモリ搭載量や帯域幅を削るなどして機能を抑えた廉価版がある。チップはハイエンドを軸に設計し、その動作速度、内部のシェーダーの数、メモリの量・速度・帯域幅などで差別化して廉価版としている。
また、完成品のパソコンにおいても、特に自作パソコンと構成的にほとんど変わらないホワイトボックスパソコンを主力製品としている直販メーカーでは、ケースについてそれ単体ではなくATX電源がセットになっている物を調達したり、マザーボード・CPU・メモリなどのパーツ単位で見ても、パーツメーカーや電機メーカーが型落ちや余剰品として抱えている在庫のパーツを大幅な値引きと引き替えに一括大量購入したりするなどの手法でパーツの調達価格を抑制し、廉価版モデルの低価格化を実現させている場合もある。その為、直販メーカーの廉価版モデルの中には、CPU・マザーボードなどで現行モデルのローエンド向けパーツではなく、1～2世代前のミドルレンジ向けパーツが使用されているなど、事実上、ミドルレンジ製品の数シーズン型落ちとでも言うべき構成となっている製品が見受けられることがある。また、廉価版パソコンの場合には画像出力にはマザーボードに内蔵されたグラフィック機能が使用され、ビデオカードは省略されていることが多い。

## ソフトウェア
業務用のアプリケーションソフトウェアは素人には高性能だったり、あまり必要のない機能が多数搭載されており高価なため、機能を限定したり、取り扱えるデータ量や性能を低くして価格を下げたものが多数存在する。これらは「機能限定版」「簡易版」などと呼ぶこともある。「LE」は「Limited Edition」の略、「Express」は「特定の」、「Elements」は「要素」、「Essential」は「本質」という意味で主要・不可欠な機能のみに絞っているという意味である。
例
- Adobe Photoshop ⇒ Photoshop LE、Photoshop Elements
- Adobe Premiere ⇒ Premiere LE、Premiere Elements
- CorelDRAW ⇒ CorelDRAW Essentials
- Final Cut Pro⇒ Final Cut Express
- Logic Pro ⇒ Logic Express
- Painter ⇒ Painter Essentials、Painter classic

また、ソースネクスト社から発売されているソフトウェアの中にも、他社からソフトウェアの旧バージョンの提供を受け、低価格で販売しているものがある。
- Corel Paint Shop Pro ⇒Paint Shop Pro Personal
- PowerDVD ⇒ PowerDVD EXPERT、PowerDVD Personal

## 家電、AV機器など
同じ系統の製品でも機能の削減・安価な部品を用いるなどして価格を下げたものを廉価版と呼ばれる。
メーカーなどは「普及モデル」と呼ぶ。そういった製品では、機能を絞り込んでユーザーが操作可能な部分が減らされたり、または使用される素材もより安価なもの（金属を樹脂、本革や天然木を人工素材にするなど）や加工性のよいもの（金属削り出しフレームをプレス加工にする、あるいは内部基板の回路構成の簡素化など）に切り替えられていたりする。
実例には、パイオニア（現・オンキヨー&パイオニア）が発売した96kHz/16bitハイサンプリング対応民生用据え置き型DATデッキ「D-07」を基本に96kHz/16bitハイサンプリング対応はそのままに大幅なコストダウンを前提として更なる低価格を実現した「D-05」、東芝が発売したHDDレコーダー「RD-X1」「RD-X2」に続き、普及を目的にHDD容量を下げた「RD-XS30」、NTTドコモでFOMAの普及のため、90xシリーズからコストのかかる機能（GPSや高画素カメラなど）を除いた70xシリーズ、ソニーのMDウォークマンでリモコンのバックライト省略や充電池の容量を減らして低価格化を図った「MZ-E500」等がある。
また、プリンター（パソコン用のインクジェットプリンターのインクカートリッジ、並びに業務用複写機用インクトナー、ファクシミリやワードプロセッサー用インクリボンその他）には、メーカーの純正のものとは別に、サードパーティーが製造した互換品が存在し、中には純正品よりもかなり安い廉価版も数多く存在する。

## 家庭用ゲーム

### ゲーム機
1977年に任天堂初の家庭用ゲーム機として『カラーテレビゲーム15』とその廉価版として一部機能に制限のある『カラーテレビゲーム6』が同時に発売された。そして1983年、エポック社から廉価版にしては5000円という異例の価格で「カセットビジョンJr.」が発売する等、色々なゲーム機が登場した。2000年代後半にはいると本体の値下げもあってモデルチェンジの廉価版を販売するゲームメーカーは縮小している。

#### 廉価版ゲーム機の一覧
- エポック社
  - システム10-M2
  - カセットビジョンJr.
- トミー
  - ぴゅう太Jr.
- セガ・エンタープライゼス
  - SG-1000II
  - メガドライブ2
  - メガCD2
  - ワンダーメガM2
  - セガサターン HST-3220（白サターン）（初代セガサターンの廉価版、事実上後期型）
- 任天堂
  - テレビゲーム6（テレビゲーム15の廉価版）
  - AV仕様ファミリーコンピュータ
  - スーパーファミコンジュニア
  - Wii Mini（国内未販売）
  - ニンテンドー2DS（ニンテンドー3DSの廉価版）
  - Newニンテンドー2DS LL（Newニンテンドー3DS LLの廉価版）
  - Nintendo Switch Lite（Nintendo Switchの携帯型特化版）
- NEC-HE
  - PCエンジンシャトル
  - PCエンジンコアグラフィックスII
  - PCエンジンDuo-R
  - PCエンジンDuo-RX
- パナソニック
  - 3DO REAL II
- ソニー・インタラクティブエンタテインメント
  - PS one
  - 薄型PlayStation 2
  - CECH-2000シリーズ（薄型PlayStation 3）
  - PSP-E1000シリーズ（欧州限定販売）
  - PCH-2000シリーズ（液晶ディスプレイ版PlayStation Vita）

### ゲームソフト
1990年代半ばから2000年代半ばのゲームソフト業界は「中古ソフトは違法である」という主張を行っており（古物#中古ゲームソフトを参照）、中古ソフト市場に対抗したり、新たな購買層を獲得することを目的に、発売から一定期間経過した作品を低価格で再発売するようになった。のちに中古ソフトを合法とする判決が下された後も（テレビゲームソフトウェア流通協会#中古ゲームソフト撲滅キャンペーンを参照）、廉価版の販売は継続されている。また、廉価版発売の数年後に更に値下げして再々発売される「再廉価版」も存在する。
日本初の廉価版シリーズは、NECホームエレクトロニクス（NEC-HE）が、PCエンジンCD-ROM2・SUPER CD-ROM2用の旧作ソフトを『PCエンジン名作限定版』と称して1994年に3,980円で再発売したのが始まりである。他のハードメーカー系廉価版シリーズと異なり、どのタイトルであってもオリジナル版の販売元であるサードパーティーは発売元のみに留まり、ファーストパーティーであるNEC-HEが一括して受託販売していた。それ以降のハードメーカー系廉価版シリーズはタイトルに準じたオリジナル販売元からの販売である。
その後、PlayStation（PS）などで本格的に廉価版が販売されるようになる。
ソニー・インタラクティブエンタテインメント（SIE）の場合、過去の人気作を再度廉価版として安価に販売するシリーズとして『PlayStation the Best』『PlayStation 2 the Best』『PlayStation 3 the Best』『PSP the Best』等の廉価版シリーズを展開し、大きく普及した。そのほか、PS用の再廉価版『PS one Books』や、PlayStation 2（PS2）用のやや高めの廉価版『MEGA HITS!』などもある。
コナミやカプコンなど一部のメーカーは『コナミ殿堂セレクション』や『カプコレ』などの独自の廉価板シリーズを展開し、好評を博した。なお、PSからPS2への移行がほぼ完了した時期に、PS用ソフトの廉価版が多数発売された（定価を税抜1,500円としたものが多く見られた）。
マイクロソフトも『Xbox プラチナコレクション』『Xbox 360 プラチナコレクション』として同様の廉価版を発売している（サードパーティー製ソフトも含む）。2010年頃までは、『プラチナコレクション』以外のサードパーティー独自の廉価版は存在せず、SCEIハードでは、メーカー独自の廉価版であってもマイクロソフトハードでは、『プラチナコレクション』となっていた。
セガもメガドライブの『Sega Classic（北米のみ展開）』、『Sega Gold Collection（欧州のみ展開）』、セガサターンの『セガサターンコレクション』（サタコレ）やドリームキャストの『ドリームキャストコレクション』（ドリコレ）を発売していた。
任天堂はSCEIやマイクロソフトとは対照的に国内では廉価版の発売に消極的で（ゲームソフト書き換えサービス「ニンテンドウパワー」にてドクターマリオを1,000円で配信するなどの展開を行ったことはあった。またファミコンミニも価格が低廉に抑えられた一例といえる）、これまでに展開したのはゲームボーイアドバンスの『バリューセレクション』やWiiの『みんなのおすすめセレクション』と限られている（後者はサードパーティー製ソフトのみの展開）。ただしサードパーティーが独自に低価格化を行うことに関しては許可している。また、日本国外では『Nintendo Selects』『Player's Choice』という廉価版シリーズを展開している。
パッケージデザインはオリジナル版の絵柄を縮小した上で「廉価版」のロゴや価格を強調したデザインが基本だが、『コナミ殿堂セレクション』や（厳密には廉価版ではないが）『Wiiであそぶセレクション』など、ジャケットの裏面にオリジナル版を踏襲したデザインを印刷したリバーシブルジャケットや『みんなのおすすめセレクション』のようにオリジナルのパッケージの上からスリーブを被せる形式を採用しているものも見られる。「新価格版」と銘打っている場合は、オリジナルのパッケージに、新たなバーコードをシール等で差し替える、新価格のシールを貼り付けるといった簡素なものも存在する。

#### 廉価版シリーズの一例
- ハードメーカーによるもの（ハードウェアの発売順）
  - NEC-HE
    - PCエンジン名作限定版

  - セガ
    - Sega Classic（北米のみ展開）
    - Sega Gold Collection（欧州のみ展開）
    - ゲームギア 名作コレクション
    - セガサターンコレクション
      - サタコレ

    - ドリームキャストコレクション
      - ドリコレ

  - ソニー・インタラクティブエンタテインメント
    - GREATEST HITS（北米のみ展開）
    - Platinum（欧州のみ展開）
    - ESSENTIALS（欧州のみ展開）
    - PlayStation the Best
      - PlayStation the Best for Family（ファミリー向け）
      - PS one Books（PS oneに合わせたスリムタイプの再廉価版）

    - PlayStation 2 the Best
      - PlayStation 2 MEGA HITS!（後にPlayStation 2 the Bestに統合）

    - PSP the Best
      - PSP Essentials（欧州のみ展開）
      - FAVORITE（北米のみ展開）

    - PlayStation 3 the Best
      - PLAYSTATION 3 the Best

    - PlayStation Vita the Best

  - 任天堂
    - バリューセレクション（ゲームボーイアドバンス用ソフト）
    - みんなのおすすめセレクション（Wii用ソフト）
    - ハッピープライスセレクション（ニンテンドー3DS用ソフト）

  - マイクロソフト
    - Xbox プラチナコレクション
    - Xbox 360 プラチナコレクション
    - Greatest Hits (Xbox One)
- 自社廉価シリーズ（五十音順）
  - アイディアファクトリー
    - アイディアファクトリーコレクション

  - アクアプラス
    - AQUA PRICE

  - アトラス
    - アトラス・ベストコレクション
    - 価格改定版

  - インターチャネル
    - ベスト版

  - WellMADE
    - ウェルメイド ザ ベスト

  - エレクトロニック・アーツ
    - EA BEST HITS
    - EA SUPER HITS
    - EA PERFECT HITS
    - EA:SY! 1980

  - SNKプレイモア
    - SNK Best Collection

  - エンターブレイン
    - eb!コレ
      - エビコレ+

  - ガスト
    - ガストベストプライス

  - 角川書店
    - カドカワ ザ ベスト

  - カプコン
    - カプコレ[4]
    - Best Price!
      - NEW Best Price!

  - ゲームビレッジ
    - ゲームビレッジ・ザ・ベスト

  - コーエー／コーエーテクモゲームス
    - コーエーテクモ定番シリーズ
      - コーエー定番シリーズ
      - コーエーテクモ the Best
        - KOEI The Best

  - コナミ／コナミデジタルエンタテインメント
    - コナミ ザ ベスト
    - コナミ殿堂セレクション

  - 彩京
    - 彩京べすと

  - スクウェア・エニックス
    - アルティメットヒッツ
    - レジェンダリーヒッツ
    - 価格改定版（EXTREME EDGEレーベルのみ）

  - スパイク・チュンソフト
    - スパイクチュンソフト・ザ・ベスト

  - セガ
    - お買い得版
    - SEGA THE BEST

  - タイトー
    - エターナルヒッツ
    - TAITO BEST

  - 日本物産
    - ニチブツセレクト

  - 日本ファルコム
    - ファルコムスーパープライスシリーズ

  - ハドソン
    - ハドソンベストコレクション
    - ハドソン・ザ・ベスト

  - バンプレスト
    - バンプレストベスト

  - ブロッコリー
    - ブロッコリー ベストクオリティ

  - ヘクト
    - 本格派DE1300シリーズ
    - 本格派DE1300シリーズ TwinPack

  - マーベラスエンターテイメント／マーベラスAQL
    - Best Collection
      - Super Best Collection

  - マイナビ
    - MYCOM BEST

  - ユービーアイソフト
    - ユービーアイソフトベスト
    - UBI THE BEST

  - レベルファイブ
    - レベルファイブ ザ ベスト
- 廉価ソフトレーベル
以下は最初から低価格で販売されたものなので上記の「後から価格を下げる」という定義には当てはまらないが、便宜上ここに記す。
  - サクセス
    - SuperLiteシリーズ

  - セレン
    - スーパープライスシリーズ

  - ディースリー・パブリッシャー
    - SIMPLEシリーズ

  - ハムスター
    - Major Wave シリーズ

  - 任天堂
    - ファミコンミニ
ファミリーコンピュータ用ゲームソフトをエミュレータ毎ソフト内に内蔵したうえでベタ移植したゲームボーイアドバンス用ソフトシリーズ。2004年に3つのグループに分けて発売された[注釈 2]。

## DVD
日本国内では、ハリウッド映画を中心に期間限定キャンペーンなどの形で頻繁に廉価版が発売される。安いものでは500円から購入できる。ジャケットは価格の安さを強調したデザインが基本だが、従来版のデザインを踏襲したものを裏面に印刷したリバーシブルジャケットを採用しているものも見られる。また、著作権の保護期間が満了するなどでパブリックドメインとなった作品は自由に再利用できるので、パブリックドメインDVDとして廉価に発売されることがある。

## CD
発売から期間が経過した音楽CDを廉価版として再発売することがある（洋楽に多い）。しかし、直輸入盤に比べるとそれほど安くない場合もある。
また、廃盤になった邦楽LPなどのアルバムを復刻版としてCDで安価で発売することもある。これらのCDを特に「Q盤」（旧盤の「旧」とQuality Musicの「Q」をかけている）と総称することがある。これらの作品を陳列する特別コーナーを設けているレコード店もある。
廉価版CDの例は「CD選書」を参照。
クラシックの場合、発売から期間が経過すると廉価版として再発売される一方で、過去の名演奏に対する需要が強いジャンルであるため、フルトヴェングラーやワルターなどのいわゆる「往年の名録音」はほとんどが廉価版で手に入る状況である。

## 楽器
ギブソン社のエピフォン、ESP社のEDWARDS、GrassRootsなどがある。また、同じメーカーであっても、使用する部品を木や金属ではなくプラスチックや集成材にしたり、ブレーシング（骨組み）をカットしたり、塗装にかかる費用をカットしたり、本社拠点地とは別の海外の工場で製作したりして、コストを抑えているものもある。

## 食品
ブランドに価値が表示されているフランスワインの高級シャトー物には「セカンドラベル」という、やや品質が落ちるもののお買い得のラインアップがある。
加工食品の場合は主にスーパーマーケットの特売や、ドラッグストア、100円ショップ、ディスカウントストアで販売するために、内容量を下げたり、別の具材で置き換えるなどで下位バージョンの製品を提供する。
- 日清食品
  - あっさりおいしいカップヌードル（旧・あっさり少なめカップヌードル←スープヌードル）
  - あっさりおだしがおいしいどん兵衛（きつねうどん・天ぷらそば）
  - 日清焼そば カップ
  - 日清のラーメン屋さんシリーズ
- 東洋水産（マルちゃん）
  - 和庵（なごみあん）シリーズ（きつねうどん・天ぷらそば）
  - ホットヌードル
  - 焼そば名人シリーズ（ソース味・塩味）
  - ごつ盛りシリーズ（大盛り系カップラーメン・カップ焼そば）
  - まんぞくの一杯シリーズ（北海道・東北限定。旧・ラーメン食べたいシリーズ）
- エースコック
  - まる旨シリーズ
- サンヨー食品
  - 旅麺シリーズ
- まるか食品
  - ペヨング ソースやきそば[5]。
- ハウス食品
  - 咖喱（カリー）屋カレーシリーズ（レトルトカレー・レトルトハヤシライスソース）
- エスビー食品
  - おいしさギューッととけ込むシリーズ（即席カレールウ・シチュールウ・ハッシュドビーフルウ）
- 江崎グリコ
  - カレー職人シリーズ

## 高速バス
旅行会社による貸切バスを使った募集型企画旅行（旧・主催旅行）の形式を取る、都市間（例・東京周辺⇔京阪神周辺）を結ぶ安価なツアーバス（東京⇔京阪神間で片道4,000～5,000円程度、時期によっては3,000円台もある）に対抗するために設定された高速路線バス。座席配置を一般の高速バスの3列配置から、貸切バスと同様の4列配置とし、バス1台あたりの定員を増やして（詰め込み型にして）低運賃で運行するもの。JR以外の民営バス会社では、通常便では運転手2名が交代で乗務するところを1名が全区間を通して運転することにより人件費を抑えることができ、この効果により更に安い運賃で運行することが可能となっている。以前は「超得割青春号」では補助席が格安の2,100円で発売されていた（2009年2月28日まで）。
- 青春ドリーム号
- フライングスニーカー大阪号

など。

## その他
- iPhone 5cはiPhone 5の廉価版だとされている。iPhone 6以降は初代SEが5cの、2代目SEが8の各後継とされる。
- 武田薬品工業の栄養ドリンク「アリナミンV」の姉妹品「アリナミン7」。
- キャビン (たばこ)のキングサイズ商品は、かつては「キャビン85」という名称だったが、これは100'sサイズ商品の廉価版という位置づけだった。現在は、100'sサイズの上位商品はすべて販売終了しており、プレミアム商品の「キャビン・プレステージ（470円）」を除き、すべて同じ価格（410円）になっている。